# Lugana

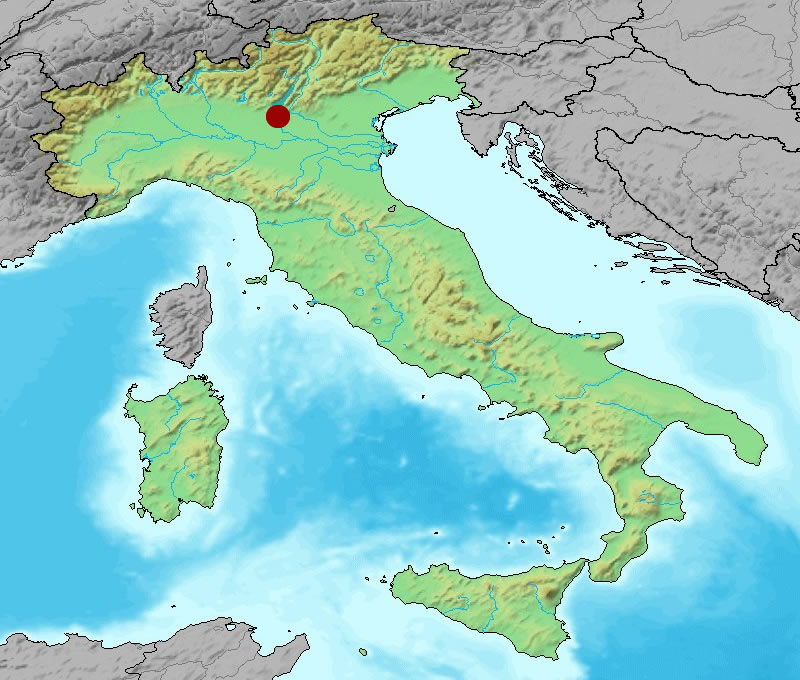
Localisation de la région viticole de Lugana en Italie

Lugana est une région viticole située au sud du lac de Garde dans la province de Brescia, en Lombardie et en partie dans la région de Vénétie, en Italie. La région viticole comprend toute la municipalité de Sirmione et des parties des municipalités de Desenzano del Garda, Lonato del Garda, Pozzolengo et Peschiera del Garda.
« Lugana DOC » désigne un vin blanc sec et un vin mousseux, le Lugana Spumante. Ces vins ont une « appellation d'origine contrôlée » (Denominazione di origine controllata - DOC) depuis 1967, qui a été mise à jour pour la dernière fois le 22 décembre 2014.

## Production

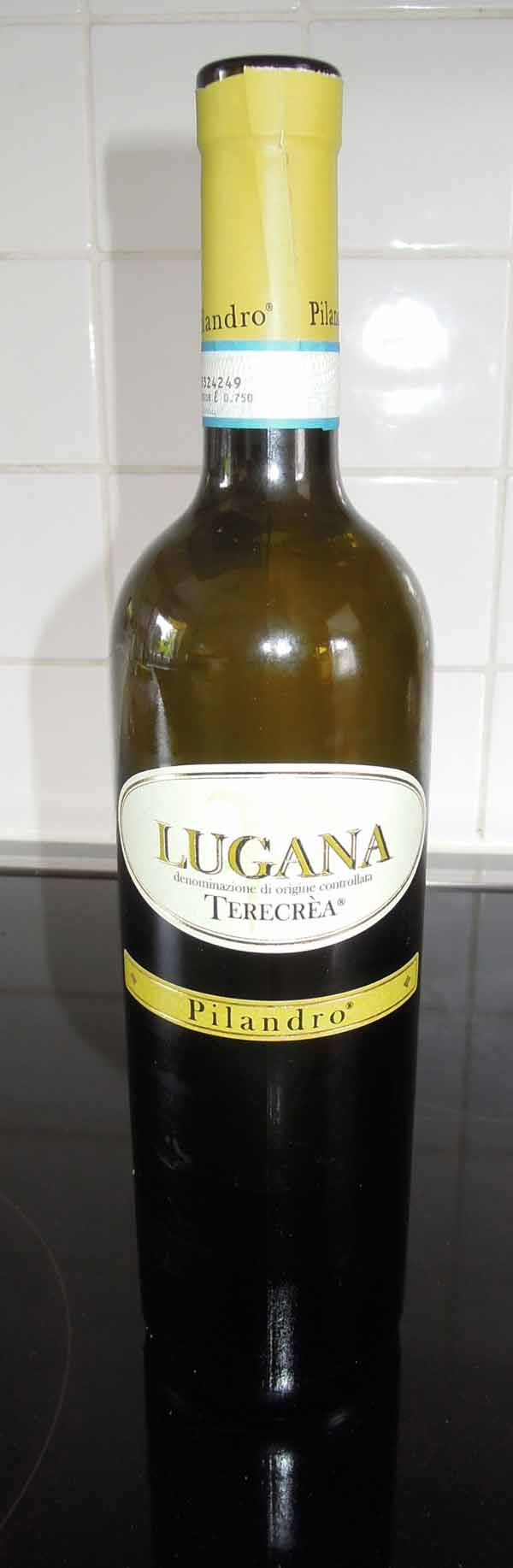
Bouteille de Lugana avec banderole DOC

En 2017, 139 862 hectolitres de Lugana ont été produits. La zone de culture de Lugana s'étendant sur deux régions (Vénétie et Lombardie), les chiffres sont résumés ici.
Les produits suivants sont mentionnés dans la dénomination: Lugana, Lugana superiore, Lugana riserva, Lugana Vendemmia Tardiva et Lugana spumante.

## Règlements de production
Le cépage principal prescrit (au moins 90–100 %) est le Trebbiano di Soave (également appelé Turbiana ou Trebbiano di Lugana). D'autres cépages blancs approuvés pour la culture en Lombardie ou en Vénétie peuvent être ajoutés jusqu'à un maximum de 10 %. Les délais de maturation suivants sont prescrits pour le vin:
- Lugana: peut être vendu au plus tôt le 15 janvier de l'année suivante après la récolte
- Lugana Superiore: Doit être vieilli au moins douze mois à compter du 1er octobre de l'année de production
- Lugana Riserva: Doit être vieilli au moins 24 mois à compter du 1er octobre de l'année de production, dont au moins six mois en bouteille
- Lugana Vendemmia Tardiva: Vendange tardive, doit avoir une période de maturation d'au moins douze mois à compter du 1er octobre de l'année de production

## Description
Selon la dénomination (extrait): 

### Lugana
- Couleur: jaune pâle ou verdâtre avec des tendances dorées avec le vieillissement
- Odeur: délicate, agréable, caractéristique
- Goût: frais, doux, de sec à semi-sec, harmonieux, avec un possible léger goût de tanin
- Teneur en alcool: au moins 11 % en volume (si le vin représente au moins 12 % en volume et a été stocké pendant au moins un an, le vin peut porter l'appellation de qualité Superiore)
- Acidité totale: au moins 5 g/l
- Teneur en extrait sec: au moins 15 g/l

Pour le label Lugana Riserva, le vin doit avoir au moins 12 % en vol. et 17 g/l d'extrait sec.

### Lugana Vendemmia Tardiva
- Couleur: jaune d'or avec des tendances ambrées avec le vieillissement
- Odeur: intense, agréable, caractéristique
- Goût: harmonieux, velouté, parfois charmant, corsé, avec une perception possible de bois
- Teneur en alcool: au moins 13 % en volume
- Acidité totale: au moins 4,5 g/l
- Teneur en extrait sec: au moins 20 g/l

### Lugana Spumante
- Couleur: jaune d'or avec des tendances ambrées avec le vieillissement[2]
- Odeur: intense, agréable, caractéristique
- Goût: harmonieux, velouté, parfois charmant, corsé, avec une perception possible du bois
- Teneur en alcool: au moins 11,5 % en volume
- Teneur en sucre résiduel: maximum 25 g/l
- Acidité totale: au moins 5,5 g/l
- Teneur en extrait sec: au moins 15 g/l